# Песочная церемония
Песочная церемония — свадебная традиция, насчитывающая сотни лет и означающая соединение двух жизней. Каждый из молодоженов высыпает песок из своего сосуда в общий, тем самым показывая, что его жизнь смешалась с жизнью партнера.

## Возникновение традиции
Церемония берет начало на Гавайях, на пляжах которых можно найти разноцветный песок вулканического происхождения. Сердца жениха и невесты было принято соединять на берегу океана, символично смешивая песок из чаш каждого в одной. В начале прошлого века многие американцы сочетались браком на Гавайях и перевезли эту церемонию в США. В США для нее даже был изобретен и запатентован специальный сосуд, его вариации сейчас используются в церемониях по всему миру.

## Как проходит церемония
Жених и невеста держат по небольшому сосуду с песком. Цвет выбирается, исходя из его символического значения или согласно предпочтениям молодоженов. Каждый высыпает свой песок в общий сосуд вместе или по очереди, символизируя соединение двух отдельных жизней в одну. Как невозможно разделить песчинки в большом сосуде, так жизни мужа и жены теперь переплетены навеки. Некоторые пары оставляют немного песка в индивидуальных сосудах, показывая, что они сохраняют кусочек «своей» жизни. Большой сосуд плотно закупоривается и бережно хранится.